# De Havilland Canada DHC-1 Chipmunk

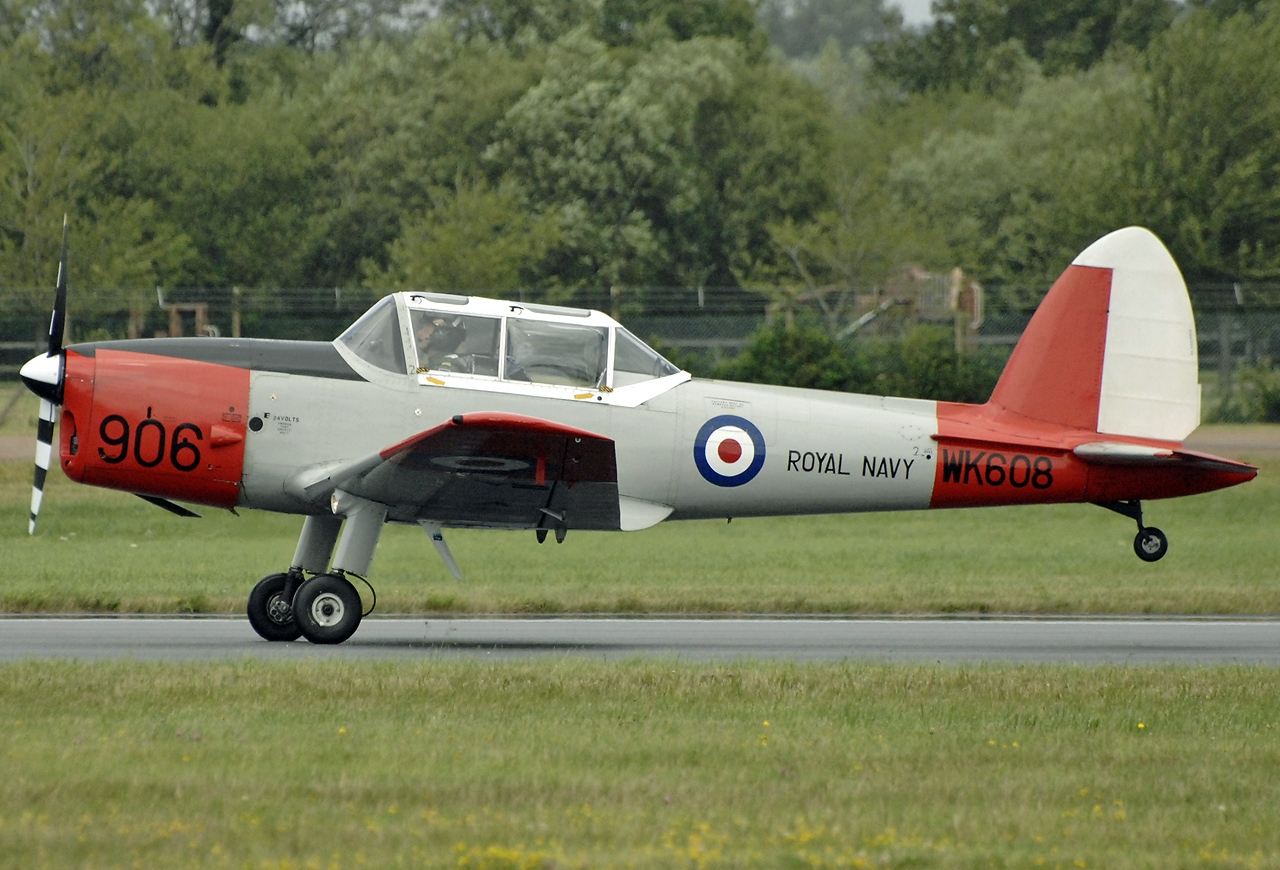
de Havilland Chipmunk de la Royal Navy.

El de Havilland Canada DHC-1 Chipmunk (en español: Ardilla rayada) es un avión de entrenamiento diseñado en los años 1940 por el fabricante aeronáutico canadiense de Havilland Canada.

## Historia

### Canadá
La RCAF recibió su primer DHC-1 Chipmunk en 1948, el primero de un total de 217 fabricados por de Havilland Canadá. El Chipmunk fue la primera aeronave diseñada en Canadá que se fabricaría bajo licencia en el extranjero. La mayoría de las aeronaves fabricadas en suelo canadiense recalaron en la RCAF, aunque algunos de los Chipmunks canadienses también se entregaron a Egipto, al Líbano y a Tailandia.

### Reino Unido
La Real Fuerza Aérea llegó a recibir un total de 735 unidades del Chipmunk, designados como de Havilland Chipmunk T.10, para reemplazar a sus aviones de entrenamiento Tiger Moth. Estas aeronaves se fabricaron en el Reino Unido, en las instalaciones de la matriz de Havilland. Los Chipmunk permanecieron en servicio con la RAF hasta el año 1996, cuando fueron reemplazados por el Scottish Aviation Bulldog.

## Variantes

### Fabricación canadiense

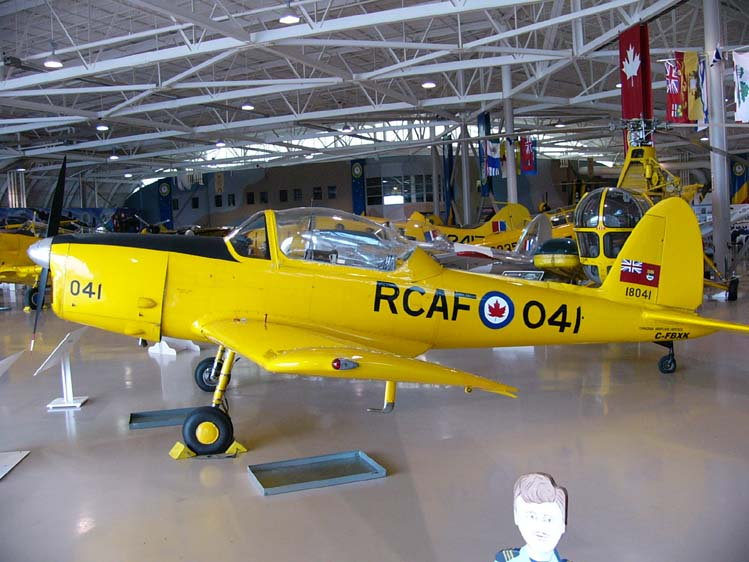
Un Havilland DHC-1B-2-S5 Chipmunk, con la característica cabina de burbuja que disponían las aeronaves fabricadas en Canadá.

DHC-1A-1 (Chipmunk T.1)
Equipados con motor de Havilland Gipsy Major 1C, con capacidad acrobática limitada.
DHC-1A-2
Equipados con motor de Havilland Gipsy Major 10, con capacidad acrobática limitada.
DHC-1B-1
Equipados con motor de Havilland Gipsy Major 1C, con capacidad acrobática.
DHC-1B-2
Equipados con motor de Havilland Gipsy Major 10, con capacidad acrobática.
DHC-1B-2-S1
Equipados con motor de Havilland Gipsy Major 10, destinados para la Fuerza Aérea Egipcia.
DHC-1B-2-S2
Equipados con motor de Havilland Gipsy Major 10, destinados para la Real Fuerza Aérea Tailandesa.
DHC-1B-2-S3 (Chipmunk T.2)
Equipados con motor de Havilland Gipsy Major 10, destinados para la RCAF.

### Fabricación británica

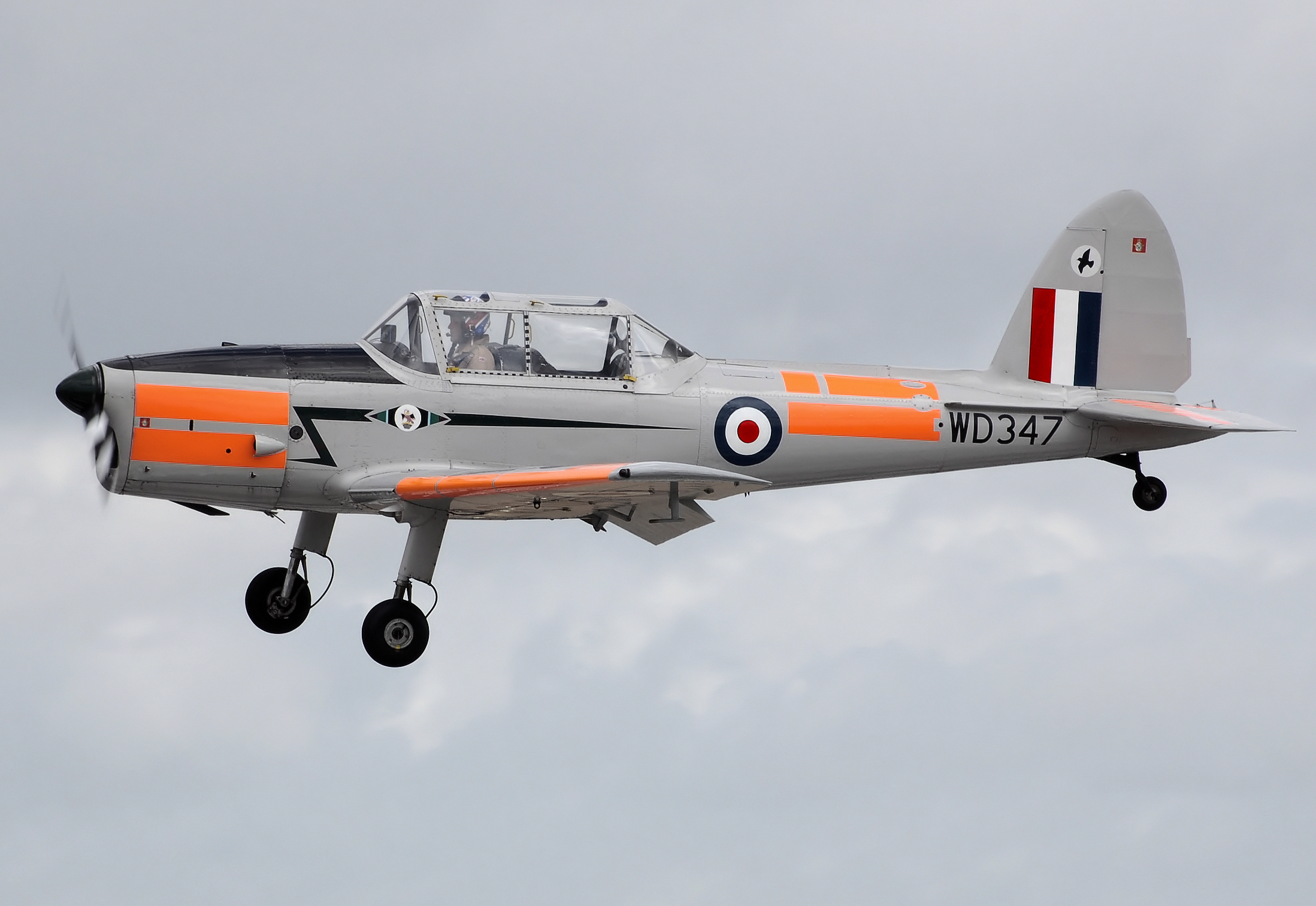
Un de Havilland DHC-1 Chipmunk Mk 22.

Chipmunk T.10 (Mk 10)
Equipados con motor de Havilland Gipsy Major 8, destinados para la Royal Air Force, 735 unidades construidas.
Chipmunk Mk 20
Versión de exportación del T.10 equipados con motores de Havilland Gipsy Major 10 Series 2, 217 unidades construidas.
Chipmunk Mk 21
Versión civil del Mk 20, construido según estándares civiles, 28 unidades construidas.
Chipmunk Mk 22
Conversiones del T.10 a uso civil. La conversión también incluía el cambio de planta motriz militar Gipsy Major 8 al modelo civil Gipsy Major 10-2.
Chipmunk Mk 22A
Variante del Mk 22 con mayor capacidad de combustible
Chipmunk Mk 23
Cinco conversiones del T.10 equipados con motores de Havilland Gipsy Major 10 Series 2 y con equipamiento para fumigación aérea.

### Fabricación portuguesa

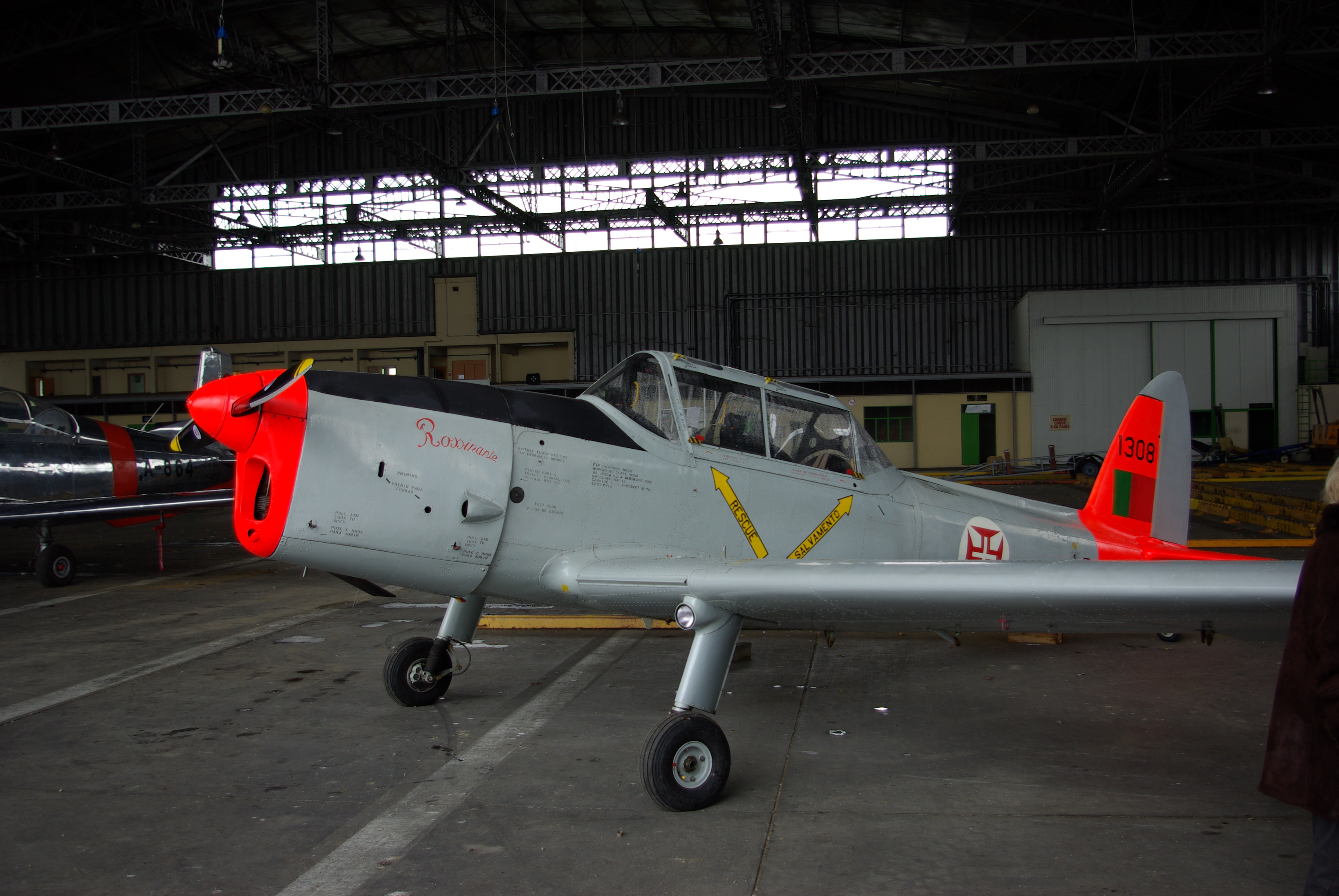
Un de Havilland DHC-1 Chipmunk T.20, en los colores originales de la Fuerza Aérea Portuguesa.

Chipmunk T.20
Variante del Mk 20 para la Fuerza Aérea Portuguesa, 10 unidades se fabricaron en el Reino Unido, seguidas de 66 ensambladas por OGMA (Oficinas Gerais de Material Aeronáutico).

## Usuarios
Birmania
- Fuerza Aérea Birmana

 Canadá
- Real Fuerza Aérea Canadiense

 Ceylán
- Real Fuerza Aérea de Ceylán

 Dinamarca
- Real Fuerza Aérea Danesa

 Egipto
- Fuerza Aérea Egipcia

 Ghana
- Fuerza Aérea de Ghana

 Irlanda
- Cuerpo Aéreo Irlandés

 Irak
- Fuerza Aérea Iraquí

 Jordania
- Royal Fuerza Aérea Jordana

 Kenia
- Fuerza Aérea Keniana

 Líbano
- Fuerza Aérea Libanesa

 Malasia
- Real Fuerza Aérea Malaya

 Portugal
- Fuerza Aérea Portuguesa

 Arabia Saudita
- Fuerza Aérea Saudí

 Siria
 Rodesia del Sur
- Ejército de Rodesia

 Tailandia
- Real Fuerza Aérea Tailandesa

 Reino Unido
- Ejército Británico
- Real Fuerza Aérea Británica
- Real Armada Británica

 Uruguay
- Fuerza Aérea Uruguaya 11 aeronaves fueron usadas como entrenador primario en la Escuela de Aeronáutica, pasando a posterior a grupos de enlace y reconocimiento, posteriormente cedidas a la aviación civil.

 Zambia
- Fuerza Aérea de Zambia

## Especificaciones
Referencia datos: The de Havilland Canada Story

### Características generales
- Tripulación: dos pilotos (estudiante e instructor)
- Longitud: 7,8 m (25,4 ft)
- Envergadura: 10,5 m (34,4 ft)
- Altura: 2,1 m (6,9 ft)
- Superficie alar: 16 m² (172,2 ft²)
- Peso vacío: 646 kg (1423,8 lb)
- Peso cargado: 953 kg (2100,4 lb)
- Peso máximo al despegue: 998 kg (2199,6 lb)
- Planta motriz: 1×  de Havilland Gipsy Major 1C.
  - Potencia: 108 kW (149 HP; 147 CV)
- Hélices: 1× tripala por motor.

### Rendimiento
- Velocidad máxima operativa (Vno): 222 km/h (138 MPH; 120 kt)
- Alcance: 445 km (240 nmi; 277 mi)
- Techo de vuelo: 5200 m (17 060 ft)
- Régimen de ascenso: 865 m/min 2,840 ft/min
- Potencia/peso: 0.113 kW/kg

### Aeronaves similares
- LWD Junak
- Percival Prentice
- Ryan Navion
- Yakovlev Yak-18